# Zale cinerea
Zale cinerea là một loài bướm đêm trong họ Erebidae.